# Rayyanah Barnawi
Pour les articles homonymes, voir Bernawi.
Rayyanah Barnawi (en arabe : ريانة برناوي) est une astronaute saoudienne, sélectionnée pour la mission commerciale SpaceX Axiom Space-2, lancée le 21 mai 2023. Elle devient la première femme arabe à voler en orbite,.
Elle est titulaire d'une licence en sciences biomédicales de l'université d'Otago en Nouvelle-Zélande. Elle est également titulaire d'une maîtrise en sciences biomédicales de l'université Alfaisal (en), où elle a étudié l'adhésion des cellules souches du cancer du sein ; elle a neuf ans d'expérience dans la recherche sur les cellules souches cancéreuses. Au moment de sa sélection, elle était technicienne de recherche en laboratoire au King Faisal Specialist Hospital and Research Centre (en) à Riyad.

## Vol réalisé
Le 21 mai 2023, Rayyanah Barnawi s'envole à bord de la capsule Crew Dragon Freedom en tant que spécialiste de mission de SpaceX Axiom Space-2, mission commerciale privée, qui s'amarre à la Station spatiale internationale (ISS), pour une durée d'environ 10 jours.